# 常悅道
常悅道（英語：Sheung Yuet Road），是香港九龍九龍灣的一條馬路，東西走向，東至偉業街，西至宏光道，毗鄰企業廣場一期、國際交易中心、英皇國際廣場、德福花園等。
常悅道以南有一塊政府官地，原用作建造業訓練局露天工場，2012年與香港發展局合作發展，以2.4億港元建造零碳建築，稱為零碳天地。

## 交匯道路
- 偉業街
- 宏開道
- 宏泰道
- 宏照道
- 宏冠道
- 常怡道
- 宏通街
- 臨樂街
- 宏光道

## 外部參考
- 九龍灣常悅道，原生林引雀-全港首個-盼鬧市有生氣 （页面存档备份，存于）